# 中央军委政治工作部兵员和文职人员局
中央军委政治工作部兵员和文职人员局，位于北京市，是中央军事委员会政治工作部下属局，负责全军兵员和文职人员工作。

## 沿革
1950年，中央人民政府人民革命军事委员会作战部军务局成立，詹化雨任局长。1952年3月26日，中央人民政府人民革命军事委员会作战部军务局升格为中央人民政府人民革命军事委员会军务部。1954年10月11日，改称中国人民解放军总参谋部军务部。1954年11月27日，改称中国人民解放军总参谋部组织编制部。1957年4月13日，复称中国人民解放军总参谋部军务部。1969年6月13日，总参谋部军务部与总参谋部动员部合并成中国人民解放军总参谋部军务动员部。1975年3月3日，分编为中国人民解放军总参谋部军务部、中国人民解放军总参谋部动员部。
2016年改革前，中国人民解放军总参谋部军务部下设：综合局、兵员局、士官局、编制局、军务信息中心等。
1952年3月，中央人民政府人民革命军事委员会总参谋部军务部（1954年改称中国人民解放军总参谋部军务部）成立后，设立兵员处。1992年9月．改称中国人民解放军总参谋部军务部兵员局。负责全军士兵队伍建设总体谋划及宏观指导。
2016年改革前，中国人民解放军总政治部干部部设有中国人民解放军总政治部干部部文职人员局，负责全军文职人员工作。
在深化国防和军队改革中，2016年1月中国人民解放军总参谋部、总政治部撤销。成立中央军委政治工作部，下设中央军委政治工作部兵员和文职人员局，统一负责全军兵员和文职人员工作。
2016年7月1日，中国人民解放军正式换发启用2016式《中国人民解放军义务兵证》、《中国人民解放军士官证》、《中国人民解放军文职人员证》、《中国人民解放军职工证》，四证均由中央军委政治工作部兵员和文职人员局监制。

## 机构设置
- 补充退役处[9]

其他待補充

## 历任局长
中国人民解放军总参谋部军务部部长
- 詹化雨（1950年—1952年3月26日）（军委作战部军务局局长）
- 苏静 中将（1952年3月26日—1969年6月13日）
- 苏静（1969年6月13日—1969年12月11日）（总参谋部军务动员部部长）
- 蓝文兆（1969年12月11日—1970年12月21日）（总参谋部军务动员部部长）
- 李炎（1972年8月21日—1975年3月3日）（总参谋部军务动员部部长）
- 李炎（1975年3月3日—1980年7月）
- 邢永宁（1980年8月—1985年7月）
- 邢智勇 少将（1985年7月—1989年6月）
- 曹刚川 少将（1989年6月—1990年8月）
- 毛凤鸣 少将（1991年5月—1998年8月）
- 杨志琦 少将（1998年8月—2003年12月）
- 臧国清 少将（2003年12月—2006年7月）
- 钟志明 少将（2006年7月—2009年6月）
- 陈东登 少将（2009年6月—2014年10月）
- 郭天琪 少将（2014年10月—2016年）[10]

| 中央军委政治工作部兵员和文职人员局局长 - 贾振宇 | 中央军委政治工作部兵员和文职人员局副局长 - 殷卫国（2016年—） |